# Cratere Evika
Evika  è un cratere sulla superficie di Venere.